# Клочко, Матей Войтехович
Матей Войтехович Клочко или Мацей Клочко (пол. Maciej Kłoczko, ? — 11 апреля 1543) — государственный деятель Великого княжества Литовского, державца волковысский и мерецкий (1528-oк.1535), маршалок господарский (1520—1543), витебский воевода (1532—1542), староста жемайтский (1542—1543). Дипломат ВКЛ.

## Биография
Представитель знатного шляхетского рода герба «Огоньчик».
Сын Войтеха Яновича Клочко и его первой жены Софьи Четвертинской. Унаследовал имение Подороск в Волковысском повете Новогрудского воеводства Великого княжества Литовского, Лысково и Мендзыжец, где на свои средства построил костелы.
Один из самых богатых литовских магнатов.
Известный дипломат. В 1522, 1528, 1532 и 1536 участвовал в посольствах к великому князю московскому.
Принадлежал к партии сторонников королевы Боны. При её поддержке стал витебским воеводой В 1534 и 1535 годах в ходе русско-литовской войны (1534—1537) оборонял Витебск от войск Великого княжества Московского.
Член Рады (Совета) Великого княжества Литовского.

## Семья
До 1533 г. женился на Екатерине (Катажине) (урожденной Глебович), дочери воеводы полоцкого Станислава Глебовича, с которой имел дочь Марину, жену князя Прокопа Дольского.
После его смерти земельные наделы в Лысково, Мендзыжце и Полонске отошли к королеве Боне.